# 蛭児神建

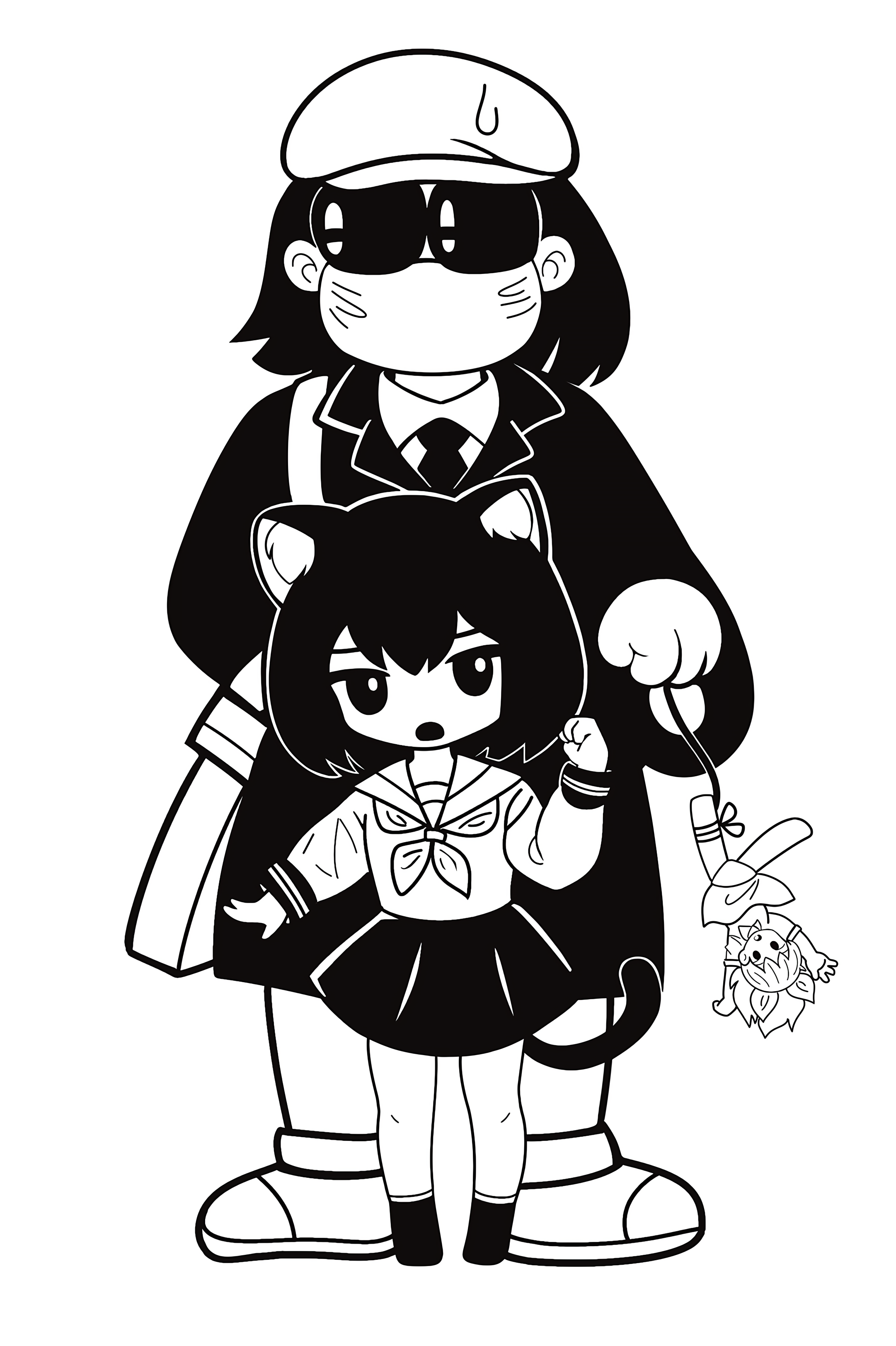
コミックマーケットに出没した蛭児神建のイメージ

蛭児神 建（ひるこがみ けん、1958年7月18日 - 男性）は、日本人の元作家・編集者・浄土宗僧侶。1980年代に起こったロリコンブームの立役者の一人とみなされている。なお「蛭子神　健」「蛭児神　健」等はいずれも誤記・誤植。僧侶になった事が一時期話題になったが、現在は還俗している。

## 略歴
東京に生まれる。1970年代末からコミックマーケットにて『愛栗鼠』『ロリータ』『幼女嗜好』『SMロリータ』と題した小説同人誌を販売しており、一部から注目されていた（とくに1978年12月の「コミックマーケット10」にて頒布された蛭児神による『愛栗鼠』は日本初のロリコン同人誌といわれる）。また小牧雅伸、川村万梨阿、ゆうきまさみ、沖由佳雄らとともに、江古田にあったアニメファンのたまり場の喫茶店「まんが画廊」の常連客だった。
その後、吾妻ひでおらとともに製作・販売した日本初のロリコン漫画同人誌『シベール』が評判となったことで、多くのファンや出版関係者の間で知名度が上がり、日本初のロリコン専門漫画雑誌『レモンピープル』で商業誌デビューを果たす。商業誌上ではロリコン系雑文書きとして活躍、別名義（夷三郎・北枕悪夢・北園美麗他）で小説、イラスト等もこなした。
その後、多くの商業誌に作品を発表しながら、一水社発行のロリコン雑誌『プチパンドラ』の編集長に就任する。しかし、売り上げの低迷・編集方針の行き詰まり・作家との軋轢や確執などに疲れ果ててしまい（本人曰く「自己破綻した」）、編集長の退任・作家活動からの引退という選択をする。
その後、紆余曲折ののちに仏門に入り、修行の後に僧侶（本人曰く「葬儀屋互助会と契約するサラリーマン坊主」）となったものの還俗。

## 主な著作・作品
自費出版（同人誌）
- 愛栗鼠（アリス出版）1978年
- ロリータ（アリス出版）1979年
- 幼女嗜好（変質社）1980年 - 1981年
- SMロリータ（変質社）1981年
- ぷち PETIT ANGE（変質社）1982年

商業出版
- ロリコン大全集（監修）（群雄社出版 / 都市と生活社）1982年（編集実務は川本耕次と小形克宏）
- プチパンドラ（編集）（一水社）1984年 - 1987年
- 魔界に蠢く聖者たち（レモンピープル連載 ※未単行本化）
- 出家日記―ある「おたく」の生涯（角川書店）ISBN 4048839322（著者名表記は「蛭児神建（元）」）
- 蛭児神建（元）の日常（漫画の手帖連載 ※未単行本化）

## その他
コミックマーケットでのいでたちは「腰まで伸びた頭髪・ハンチング帽・サングラス・マスク」と「夏でも、ひざまでのトレンチコート」。両手にはそれぞれさかさまの少女人形と鈴を持っていた。本人が「変質者」のパロディとして行ったと言っているこの不気味な格好が、知名度の上昇に貢献したことは否めない。
この姿のキャラクターは、当時交流があった吾妻ひでおの漫画に「変態くん」として、しばしば登場した。また中田雅喜の漫画『桃色三角』や野口正之（内山亜紀）の『おしめりジュンコ』にも登場している。
2005年に突如として角川書店から『出家日記』を出版。生い立ちから同人誌活動、ロリコンブームの渦中での出来事等が綴られている。